# 시 (행정 구역)
시(市)는 행정 구역의 하나이다.

## 대한민국
대한민국의 시(市)는 1949년 8월 15일 19개의 부(府)를 일괄 개칭하여 탄생되었다. 다음의 다섯 종류로 나눌 수 있다.
- 광역지방자치단체인 특별시는 서울특별시 뿐이다.
- 광역지방자치단체인 광역시는 부산광역시, 인천광역시, 대구광역시, 광주광역시, 대전광역시, 울산광역시이다.
- 광역지방자치단체인 특별자치시는 세종특별자치시 뿐이다.[1][2]
- 기초지방자치단체인 시는 도와 강원특별자치도, 전북특별자치도 산하에 둔다.[1]
- 제주특별자치도의 하부 행정 구역으로 지방자치단체가 아닌 행정시[3]는 제주시와 서귀포시이다.

보통 '시'라고 하면, 이들 중 기초자치단체인 시를 말한다. 인구가 50만 명 이상인 시(수원시, 평택시, 부천시,
전주시, 청주시, 천안시 등)에는 행정구를 하부 행정 구역으로 둘 수 있다. 2022년 7월 말 주민등록을 기준으로 인구가 100만 명이 넘는 시는 경기도 수원시(118만 5184명), 경상남도 창원시(102만 6057명), 경기도 고양시(107만 8189명), 경기도 용인시(107만 8451명)인데, 수원시의 인구는 울산광역시보다 많다. 반면, 인구가 가장 적은 시는 강원특별자치도 태백시(4만 29명)이다.

### 시의 설치 기준

#### 기초지방자치단체인 시
과거에는 인구 5만 이상의 읍 또는 면 지역에 시가 설치(승격)되어 군에서 분리되었다.
그러나, 지방자치제의 전면 실시를 앞두고 1994년 대한민국 지방자치법이 개정되면서 도농복합시에 관한 규정이 생겼다. 이에 따라 현재는 군 전체를 한꺼번에 시로 개편하고 있으며, 인구 기준도 과거보다 다양해졌다. 가장 최근에 시가 된 곳은 2013년 9월 23일 군에서 승격한 경기도 여주시이다.
현행 대한민국 지방자치법상 시의 설치 기준은 다음과 같다.
- 시는 그 대부분이 도시의 형태를 갖추고 인구가 5만 이상이어야 한다. 예) 1994년 이전에 승격된 시.[6]
  - 대부분 읍이 인구 5만 명을 넘으면 시로 승격되었다. 예) 경기도 구리시(승격 이전 남양주군 구리읍)
  - 둘 이상의 읍면이 합쳐져 시로 승격되는 경우도 있었다. 예) 강원도 동해시(승격 이전 명주군 묵호읍, 삼척군 북평읍), 경상북도 구미시(승격 이전 선산군 구미읍, 칠곡군 인동면), 전라남도 금성시(승격 이전 나주군 나주읍, 영산포읍)
  - 한편 면 지역이 읍을 거치지 않고 바로 시로 승격된 경우도 있었다. 예) 전라남도 동광양시(승격 이전 광양군 골약면, 태금면, 옥곡면 광영리), 경기도 성남시(승격 이전 광주군 돌마면, 낙생면, 대왕면, 중부면)
- 다음 각 호의 어느 하나에 해당하는 지역은 도농복합(都農複合)형태의 시로 할 수 있다.[7]

1. 기존에 설치된 시와 군을 통합한 지역 예)청주시
2. 인구 5만 이상의 도시 형태를 갖춘 지역이 있는 군
3. 인구 2만 이상의 도시 형태를 갖춘 2개 이상의 지역의 인구가 5만 이상인 군. 이 경우 군의 인구가 15만 이상으로서 대통령령으로 정하는 요건을 갖추어야 한다.
4. 국가의 정책으로 인하여 도시가 형성되고, 제115조에 따라 도의 출장소가 설치된 지역으로서 그 지역의 인구가 3만 이상이고, 인구 15만 이상의 도농 복합형태의 시의 일부인 지역. 예) 계룡시

- 지방자치법 제7조제1항에 따라 시로 되려면 다음 각 호의 요건을 갖추어야 한다.[8]

1. 해당 지역의 시가지를 구성하는 지역 안에 거주하는 인구의 비율이 전체 인구의 60퍼센트 이상일 것
2. 해당 지역의 상업·공업, 그 밖의 도시적 산업에 종사하는 가구의 비율이 전체 가구의 60퍼센트 이상일 것
3. 1인당 지방세 납세액, 인구밀도 및 인구증가 경향이 행정안전부령으로 정하는 기준 이상일 것

- 지방자치법 제7조제2항제2호 및 제3호에 따라 도농 복합형태의 시로 되려면 다음 각 호의 요건을 갖추어야 한다.[9]

1. 해당 지역의 상업·공업, 그 밖의 도시적 산업에 종사하는 가구의 비율이 군 전체 가구의 45퍼센트 이상일 것
2. 다음의 식( {(지방세＋세외수입-지방채)÷일반회계예산}×100 )으로 계산한 해당 군의 재정자립도가 전국 군 재정자립도의 평균치(2012년 기준 17%) 이상일 것

#### 제주특별자치도의 행정시
제주특별자치도는 그 관할구역 안에 지방자치단체인 시와 군을 두지 않고, 지방자치단체가 아닌 시(행정시)를 두도록 '제주특별자치도 설치 및 국제자유도시 조성을 위한 특별법'에 규정되어 있다. 현재 제주시와 서귀포시의 2개 시를 두고 있다. 행정시는 인구 50만명 이상의 시에 설치된 일반구와 유사한 특징이 많은데, 행정시는 지방자치단체가 아니므로 그 장은 제주특별자치도지사가 임명한다.

### 시의 하부 행정 구역
기초자치단체인 시와 특별자치도의 행정시는 하부 행정 구역으로 읍, 면, 행정동을 둔다. 50만 이상의 자치시의 경우 법률에 따라 특례 조항을 둘 수 있는 특정시로서, 읍·면·행정동의 상급기관인 일반구를 둘 수 있다. 일반구·읍·면·행정동의 경우 대한민국 지방자치법에 의한 지방자치단체에 해당되지 않는다.

### 광역시 승격 기준
수도권정비계획법에 의하여 수도권 소재의 시는 이젠 광역시로 승격할 수 없다. 이 때문에 수원시나 성남시가 광역시로 승격하지 못하고 있다. 이유는 수도권 인구 과밀화를 방지하기 위해서이다. 1980년대에 수도권에 소재한 인천을 직할시(현 광역시)로 승격시킨 결과 수도권 과밀현상을 초래하게 되었으며 2020년 인천광역시는 인구로 대구광역시를 제치고 대한민국 3위의 도시가 되었다.
그 외의 조건으로는 인구가 100만 명 이상이면 광역시(廣域市)로 승격될 수 있다.
또, 이러한 조건을 만족하지 않아도 여러 개의 도시가 합쳐져서 합쳐진 도시 인구 총합이 100만 명 이상이면 광역시로 승격될 수 있다. 일례로 충청남도 대전시가 1989년에 광역시로 승격할 당시 충청남도 대덕군과 합쳐서 대전직할시가 되었다.

### 대한민국의 시 목록
자치시, 행정시 뿐만 아니라 특별시, 광역시도 함께 목록되어 있다.

## 일본
일본에서 시(市)는 일본 지방자치법에 따라 도도부현(都道府県) 아래 설치된다. 시는 정·촌과 마찬가지로 도도부현 아래의 기초자치단체이지만, 정·촌과는 달리 군(郡)에 속하지 않는다.
시가 설치되려면 기본적으로 인구가 5만 명을 넘고, 중심 시가지에 전체 인구의 60% 이상이 거주하며, 상공업 등 도시적인 업종에 종사하는 세대수가 전 체인구의 60%를 넘어야 하는 조건을 만족해야 한다. 다만, 1965년 이후에는 시정촌 합병의 특례에 관한 법률에 따라 2개 이상의 정·촌이 합병하여 인구가 3만명 이상이 되어도 시가 될 수 있다.
아직까지 일본에서는 한 번 시가 되었다가 정(町)이나 촌(村)으로 환원된 자치단체는 없다. 홋카이도 우타시나이시의 인구는 2014년 9월 30일 기준으로 3,889명으로, 일본에서 인구가 가장 적은 시다.

### 행정 구역
- 정령지정도시
- 중핵시
- 특례시

## 미국
미국에서 시(영어: City)의 조건은 주(州)마다 다르다. 주(State)에는 군(County, 카운티)을 하위 자치체로 두고, 군의 아래에는 보통 시(City)·읍(Town 또는 Township)·리(Village) 등을 두는데, 시는 인구가 밀집한 지역이다.
미국의 시는 일정지역이 도시 형태를 갖추면 주지사의 허가를 받아서 설치되는데, 카운티 안에 여럿 존재하는 작은 규모의 시, 카운티 전체가 하나의 시를 이루는 독립시(Independent city), 5개의 카운티(브롱크스, 맨해튼, 브루클린, 퀸즈, 스테이튼 아일랜드)가 독립구로서 하나의 시로 합쳐진 뉴욕시와 같은 대도시(metropolitan city) 등 다양한 규모의 시의 형태가 존재한다.

## 중화인민공화국
중화인민공화국의 시는 성(省)과 동급인 직할시, 자치주와 동급인 지급시, 현과 동급인 현급시의 세 종류가 있다.

## 조선민주주의인민공화국
조선민주주의인민공화국(북한)의 시는 대한민국의 특별시에 해당하는 직할시, 대한민국의 광역시에 해당하는 특별시, 그리고 특례시에 해당하는 특급시와 일반시에 해당하는 시가 있다.

## 프랑스
프랑스에서 시가 되기 위하여는 최소 2000명의 인구가 200m 이내의 간격에 조밀하게 모여사는 인구 밀집 지역이 최소한 1개소가 있는 다수의 코뮌이 모여야 한다.

## 같이 보기
- 광역시
- 특례시
- 특별자치시
- 특별시